# Самоклеящаяся плёнка

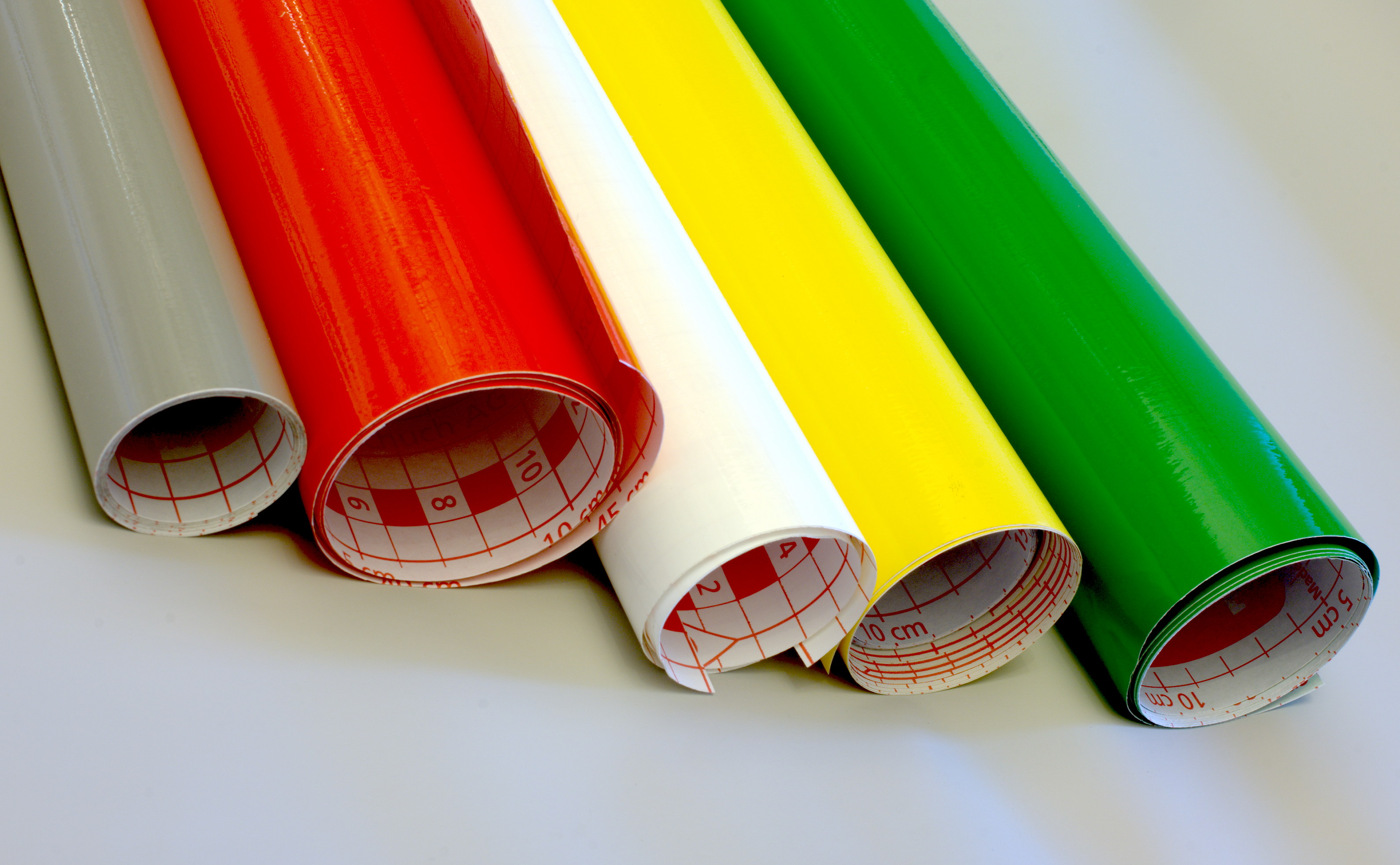
разноцветная самоклеящаяся плёнка

Самоклеящаяся плёнка — виниловая или другая пластиковая плёнка с декоративным оформлением (узор, цвет, текстура) с одной стороны и клеевым слоем с другой стороны.
Для защиты клеевого слоя от пыли и повреждения до момента использования он закрывается глянцевой бумажной основой (с обратной стороны которой обычно находятся мерные метки и инструкция по применению).
При монтаже отметки наносятся на бумажную поверхность, после раскроя бумажная поверхность удаляется, а плёнка переносится на нужную поверхность. Большинство плёнок допускает отклеивание сразу после монтажа для устранения ошибок.
Применяется для отделочных и декоративных внутренних работ, в производстве рекламы.